# Citoarchitettonica della corteccia cerebrale
La citoarchitettura o citoarchitettonica della corteccia cerebrale è lo studio della citoarchitettura  della corteccia cerebrale del cervello, ovvero della disposizione dei suoi corpi cellulari neuronali.

## Descrizione
Originariamente realizzata dalla scuola di Wernike la pratica utilizza la struttura e l'organizzazione delle cellule in livelli per definire le aree funzionali della corteccia. Applicata in particolare allo studio del sistema nervoso centrale, la citoarchitettonica è uno dei modi disponibili per analizzare il cervello (insieme all'anatomia, alla topografia, all'autoradiografia recettoriale, all'immunoistochimica, ecc), ottenendo sezioni del cervello e poi colorandole con agenti chimici che rivelano in che modo i corpi delle cellule nervose siano "impilati" in strati. Lo studio della parcellizzazione delle fibre nervose (principalmente assoni) in strati è oggetto della mieloarchitettonica (dal greco μυελός=midollo + αρχιτεκτονική=architettura), un approccio complementare alla citoarchitettonica.

## Storia
La nascita della citoarchitettura della corteccia cerebrale umana viene accreditata allo psichiatra viennese Theodor Meynert (1833-1892), che nel 1867 notò variazioni regionali nella struttura istologica di diverse parti della materia grigia negli emisferi cerebrali. Altri scienziati del cervello che successivamente hanno contribuito con ulteriori studi classici sulla citoarchitettonica corticale sono:
- Alfred Walter Campbell (1868-1937),[3] un inglese che ha presentato un sistema di parcellizzazione corticale in 14 aree.
- Sir Grafton Elliot Smith (1871-1937), un nativo del Nuovo Galles del Sud che lavorava al Cairo, le cui osservazioni hanno identificato 50 aree;[4]
- Korbinian Brodmann (1868-1918) a Berlino, lavorando su cervelli di diverse specie di mammiferi sviluppò una divisione della corteccia cerebrale in 52 zone discrete (di cui 44 negli umani, e le restanti 8 nel cervello dei primati non umani);[5][6]
- Constantin von Economo (1876-1931) e Georg N. Koskinas (1885-1975), due neurologi a Vienna che hanno prodotto un lavoro punto di riferimento nella ricerca sul cervello attraverso la definizione di 107 aree corticali sulla base di criteri citoarchitettonici.[7][8]

## Il metodo Nissl
Il metodo di colorazione di Nissl (da Franz Nissl il neuroscienziato e istologo che inventò la tecnica) è comunemente usato per determinare la citoarchitettura delle strutture neuroanatomiche, utilizzando comuni agenti come il thionin, il violetto cresolo o il rosso neutro. Questi coloranti macchiano intensamente gli "organi di Nissl" (il reticolo endoplasmatico rugoso), che sono abbondanti nei neuroni e rivelano modelli specifici di citoarchitettura nel cervello. Altre tecniche di colorazione comuni utilizzate dagli istologi per altri tessuti (come la Colorazione con ematossilina eosina) lasciano al tessuto cerebrale un'apparenza in gran parte omogenea e non rivelano il livello di organizzazione che mostra la colorazione di Nissl.
La Colorazione Nissl rivela dettagli che vanno dal macroscopico, come ad esempio il modello laminare della corteccia cerebrale o gli schemi nucleari intercambiabili del diencefalo e del tronco cerebrale, al microscopico, come ad esempio le distinzioni tra singoli neuroni e glia in ogni sottoregione del sistema nervoso centrale. Molte altre tecniche neuroanatomiche e citoarchitettoniche sono a disposizione per integrare la citoarchitettura col metodo Nissl, tra cui l'immunoistochimica e l'ibridazione in situ, che permettono di etichettare qualsiasi gene o proteina espressa in qualsiasi gruppo di cellule del cervello. Tuttavia, la citoarchitettura con Nissl rimane un metodo di partenza affidabile, economico, familiare e un punto di riferimento per i neuroscienziati che desiderano esaminare o comunicare i loro risultati in un quadro anatomico ampiamente riconosciuto e/o in riferimento ad atlanti neuroanatomici che utilizzano la stessa tecnica.